# Rhino's Revenge
Rhino's Revenge è un album degli Rhino's Band, uscito nel 2000.

## Tracce
1. Jungle Love (R. Edwards/ M. Paxman) – 3:34
2. Spacemaker (R. Edwards) – 4:10
3. Shame (R. Edwards) – 4:05
4. Don't Come Around Here No More (R. Edwards) – 4:22
5. Republican (R. Edwards) – 3:29
6. Two Suns (R. Edwards) – 2:01
7. The Strange One (R. Edwards) – 3:24
8. Spend Spend Spend (R. Edwards) – 3:29
9. Rocker (R. Edwards) – 3:24
10. Mine All Mine (R. Edwards) – 4:11
11. Get A Life (R. Edwards) – 4:43

## Formazione
- Francis Rossi (chitarra)
- Rick Parfitt (chitarra)
- Andy Bown (tastiere
- John "Rhino" Edwards (basso, voce, chitarra)
- Matt Letley (percussioni)
- Mike Paxman (chitarra), tastiere)
- Steve Bird (chitarra)
- Charlie Morgan (percussioni)
- Dave Goodes (chitarra)